# Cato den Yngre
Marcus Porcius Cato "Uticensis" (95 f.Kr. – 12. april 46 f.Kr.) også kendt som Cato den Yngre (latin: Cato Minor), var en indflydelsesrig konservativ romersk senator i den sene Romerske Republik. Han fik tilnavnet "Uticensis" efter byen Utica, hvor han døde. Han var en stærk fortaler for frihed og bevarelse af den Romerske Republiks principper. Han var dedikeret til at beskytte de traditionelle romerske værdier, som han mente var i tilbagegang. Som en kendt fortaler og tilhænger af stoicisme, gav hans samvittighedsfulde ærlighed og erklærede respekt for tradition ham en politisk tilhængerskare, som han mobiliserede mod datidens magtfulde generaler, herunder Julius Cæsar og Pompejus.
Før Cæsars borgerkrig tjente Cato i en række politiske embeder (magistrater). Under sin embedsperiode som kvæstor i 63 f.Kr. blev han rost for sin ærlighed og ubestikkelighed i forvaltningen af Roms finanser. Han vedtog love som plebejertribun i 62 f.Kr., som udvide kornuddelingen og tvang generaler til at opgive deres hære og kommandoer, før de stillede op til valg. Han frustrerede også Pompejus' ambitioner ved at modsætte sig et lovforslag, der blev fremsat af Pompejus' allierede, om at overføre militærkommandoen til Pompejus mod de catilinske sammensvorne. Han modsatte sig – med varierende succes – Cæsars lovgivningsprogram under Cæsars første periode som konsul i 59 f.Kr. Da han rejste til Cypern det efterfølgende år, blev han rost for sin ærlige administration, og efter sin tilbagevenden blev han valgt som praetor i 54 f.Kr.
Han støttede Pompejus' periode som enekonsul i 52 f.Kr. som en praktisk foranstaltning og for at trække Pompejus væk fra hans alliance med Cæsar – dette lykkedes han med. Han og hans politiske allierede fortalte en politik med konfrontation og risikabel manøvrering mod Cæsar. Selvom det virkede som om, at Cato aldrig talte for egentlig borgerkrig, bidrog denne politik i høj grad til borgerkrigens udbrud i januar 49 f.Kr. Under borgerkrigen sluttede han sig til Pompejus og forsøgte at minimere sine medborgeres død. Men efter Pompejus' nederlag og Catos eget nederlag til Cæsar i Afrika, valgte han at tage sit eget liv frem for at acceptere – hvad han anså for at være Cæsars tyranniske benådning – og gjorde sig selv til en martyr for og et symbol på republikken.
Hans politiske indflydelse var rodfæstet i hans moralistiske principper og hans legemliggørelse af romerske traditioner, der appellerede til både senatorer og de indfødte konservative romerske vælger. Han repræsenterede optimaterne. Han blev kritiseret af både samtidige og af moderne historikere for at være for kompromisløs i sin modstand mod Cæsar (og andre magtfulde generaler). Disse taktikker og deres succes førte til oprettelsen af det Første Triumvirat og borgerkrigens udbrud. 
Tilnavnet "den Yngre" adskiller ham fra hans oldefar, Cato den Ældre, der blev betragtet af antikkens romere på en lignende måde som oldebarnet – en der legemliggjorde tradition og anstændighed. Han var svigerfader til Cæsars morder Brutus.